# Berger Dorfstraße 55 (Mönchengladbach)

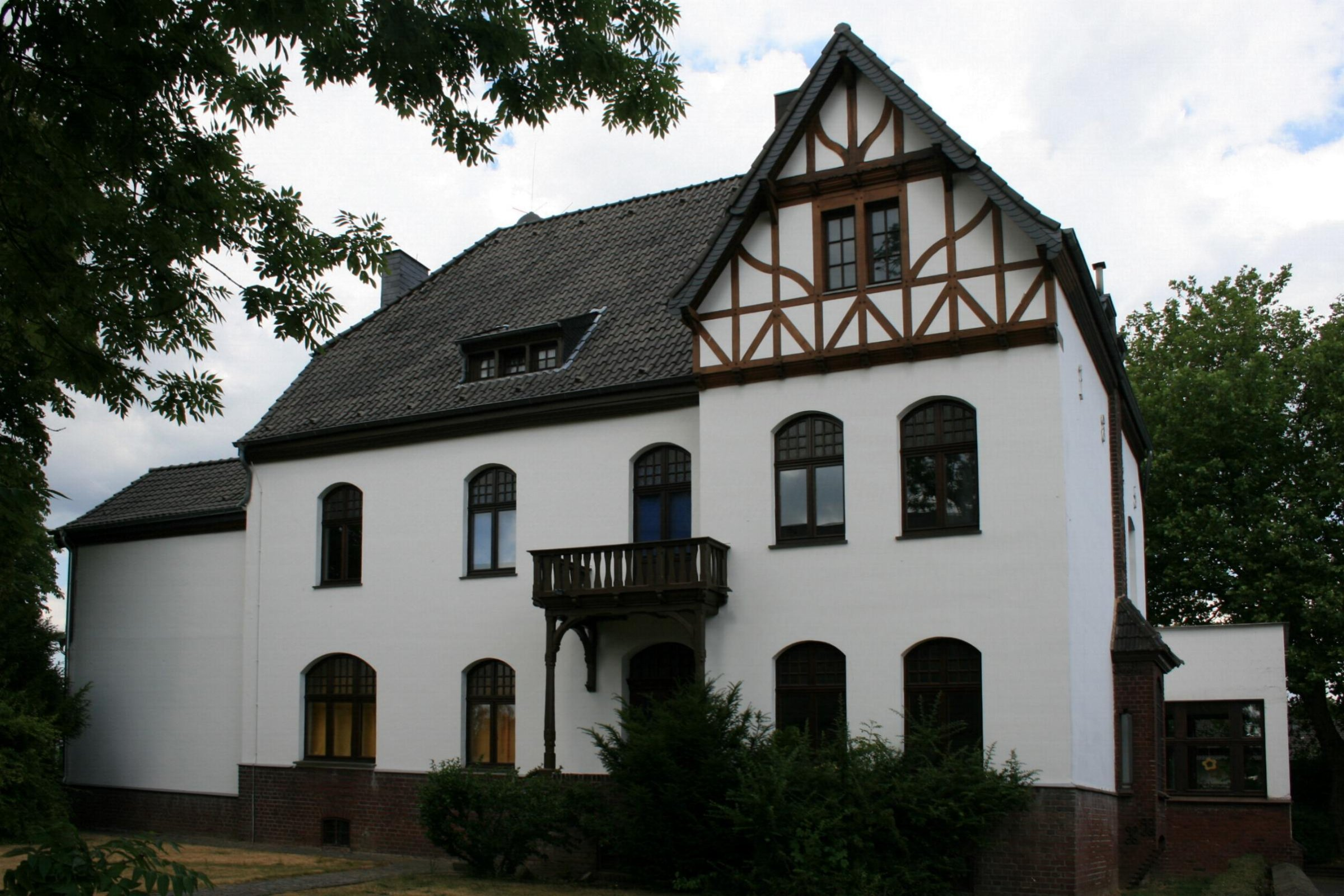
Evangelisches Pfarrhaus; Wohnhaus (2010)

Das Wohnhaus Berger Dorfstraße 55 steht im Stadtteil Wickrathberg in Mönchengladbach (Nordrhein-Westfalen).
Das evangelische Pfarrhaus wurde Anfang des 20. Jahrhunderts erbaut. Es ist unter Nr. B 021 am 4. Dezember 1984 in die Denkmalliste der Stadt Mönchengladbach eingetragen worden.

## Lage
Das Pfarrhaus steht nördlich hinter der Kirche von der Straße aus gesehen und bildet einen kleinen Innenhof zur Kirche hin.

## Architektur
Das Gebäude aus dem 20. Jahrhundert ist ein zweigeschossiger Putzbau mit Krüppelwalmdach, welches ausgebaut ist und in seiner Hauptorientierung parallel zur Längsachse der Kirche steht. Die zweiflügelige Hauseingangstüre in Eichenholz mit Kreuzsprossenoberlicht und Schmiedeeisengitter ist original erhalten.